# Search and Recover
Search and Recover es el quinto episodio de la tercera temporada y vigésimo quinto episodio a lo largo de la serie de drama y ciencia ficción de TNT, Falling Skies; fue escrito por Jordan Rosenberg y dirigido por Sergio Mimica-Gezzan y salió al aire el 30 de junio de 2013 en Estados Unidos.
Tom y Pope deben confiar el uno en el otro para sobrevivir después del accidente que sufrieron. Mientras tanto, en Charleston, Weaver y compañía buscan desesperadamente a dos miembros de la 2nd Mass que han desaparecido, y Marina toma el asunto en sus propias manos sin tener en cuenta la autoridad de Tom.

## Argumento
Tom despierta después de que el avión donde viajaba se estrellara en el bosque y se encuentra con que al General Bressler lo ha atravesado una de las ramas de un árbol en el corazón y a Pope inconsciente en la parte posterior. Tom escucha a una nave acercarse y con trabajo logra sacar a Pope y poner a salvo a ambos, inmediatamente después, la aeronave explota con el General Bressler dentro. Mientras tanto, en Charleston, Ben le informa a Hal y a Maggie que Anne y Alexis han desaparecido. Poco después, se reúnen con Matt, el Coronel Weaver y Marina para escuchar lo que el Dr. Kadar y Lourdes sobre lo ocurrido con Anne y Kadar les revela que Alexis es un híbrido. Weaver insiste en formar un equipo de búsqueda y rescate, sin embargo, Marina, en su papel de vicepresidente, le niega la autorización para disponer de los militares, entonces Weaver le dice que formará un equipo con los Mason, a lo que Marina no se niega.
Pope y Tom pelean por lo que deben hacer cuando unas naves llegan a inspeccionar el lugar. Tom insiste en que deben moverse mientras Pope dice que deben quedarse; Tom comienza a andar cuando Pope lo derriba justo antes que una nave pueda verlo, entonces, Tom decide quedarse también. Mientras tanto, Weaver, Hal, Ben, Matt, Maggie y Jeanne salen en busca de Anne y Alexis y se encuentran con una mujer muerta por la que Matt se compadece y sugiere sepultarla, a lo que todos acceden, a excepción de Hal que se muestra un poco receloso con todo lo relacionado con la búsqueda. Por otra parte, Marina acude al Dr. Kadar y le pide que investigue para qué sirve realmente el arma que los Volm están construyendo mediante unas fotografías de la misma.
Pope le revela a Tom el motivo por el cual dejó de ver a sus hijos, cinco años antes de la invasión extraterrestre: después de que su hijo Brandon y él arreglaban la motocicleta, el chico dio un paseo pero estuvo a punto de ser atropellado por un hombre que manejaba inconscientemente, entonces Pope, queriendo darle una lección al hombre, lo golpea, provocando que su cabeza "rebotara como pelota en el pavimento", según las palabras de Pope, causándole la muerte. Por su parte, Tom le cuenta que su juventud no fue fácil debido a que su padre era un hombre difícil y que lo único que le alegra de su juventud es haber sobrevivido a ella.
Mientras continúan la búsqueda de Anne y Alexis, Jeanne le pide a su padre que nunca la deje caer en las manos de los Skitters y Maggie nota que Hal tiene una extraña actitud cuando descubren unas huellas de Skitters, sin embargo, Weaver decide que es tiempo de regresar. Mientras tanto, Tom y Pope se enfrascan en una pelea que termina cuando descubren la presencia de unos Skitters que están en busca de algún sobreviviente del accidente aéreo. Una de las criaturas se da cuenta de la presencia de los humanos y los ataca pero Tom le dispara atrayendo la atención del resto de ellos, por lo que se ven obligados a correr y saltan al agua. Cuando llegan al otro extremo del río, Tom y Pope continúan con la pelea pero el profesor Mason resulta lastimado de un pie.
En Charleston, tras haber encontrado a la mujer muerta, Matt le revela a Ben que no desea morir solo como ella. Ben le asegura que eso no sucederá. Pope y Tom encuentran un refugio para poder entablillar el pie del profesor. Pope insiste en seguir, pero Tom desea quedarse pues sigue sin poder apoyar su pie lastimado por lo que se enfrascan en una nueva discusión que termina cuando Tom le asegura a Pope que es un cobarde y que tiene miedo de seguir solo. Pope se marcha sin decir nada, pero regresa después cuando unos Skitters encuentran a Tom y le dice que "lo único que no puede soportar además de él, son a los Skitters" y lo lleva hasta una cabaña donde encontró una camioneta abandonada que los ayudará a regresar a Charleston.
Finalmente, Pope y Tom llegan a Charleston y se desmayan en la entrada. Marina regresa con el Dr. Kadar para saber si ya tiene alguna respuesta a su solicitud y Kadar le revela que el arma de los Volm no es lo que dicen que es. Dos días después, Tom despierta en el hospital con Pope a su lado y después se encuentra con su familia y Maggie y el coronel Weaver, cuando nota la ausencia de Anne y Alexis pregunta por ellas por lo que Weaver le revela que han desaparecido.

## Elenco
| - Noah Wyle como Tom Mason. - Drew Roy como Hal Mason. - Connor Jessup como Ben Mason. - Maxim Knight como Matt Mason. - Seychelle Gabriel como Lourdes Delgado. - Sarah Sanguin Carter como Maggie. - Colin Cunningham como John Pope. - Will Patton como Coronel Weaver. | - Laci Mailey como Jeanne Waver. - Gloria Reuben como Marina Perlata. - Matt Frewer como el General Bressler. - Robert Sean Leonard como Roger Kadar. |

## Continuidad
- El episodio comienza la misma noche de la desaparición de Anne y Alexis y momentos después del accidente del avión en donde viajaban Tom, Pope y el General Bressler.
- El General Bressler muere en este episodio.
- Pope revela a Tom el nombre de sus hijos y la razón por la que no los ha visto desde cinco años antes de la invasión.
- El Dr. Kadar realiza pruebas de ADN a los bebés recién nacidos en Charleston para saber si hay más híbridos como Alexis.

## Producción
El episodio está basado en la película de suspense de 1958, The Defiant Ones.
A partir de este episodio, Moon Bloodgood se ausenta temporalmente de la serie y la trama debido a que la actriz se encontraba embarazada en ese entonces. En un reportaje exclusivo con TV Line sobre los acontecimientos venideros en la trama, Remi Aubuchon, uno de los productores ejecutivos de la serie, habló al respecto de la decisión tomada en torno a la situación: 

"Aunque ciertamente matamos a personajes principales si tenemos que hacerlo, ella es muy valiosa. También es una presencia importante para los Masons, para la 2nd Mass y, sobre todo, para la población de Charleston, por lo que si desaparece, es algo grande".
Remi Aubuchon

## Recepción

### Recepción de la crítica
Chris Carabott de ING califica al episodio de satisfactorio y le da una puntuación de 6.0, diciendo: "Search and Recover era una muy buena oportunidad de evolucionar la relación inestable entre Pope y Tom Mason pero se desperdició por el melodrama innecesario, lo que conduce finalmente a que los dos personajes terminen exactamente en el mismo lugar en el que comenzaron. La búsqueda de Anne Glass produce pocos resultados también. Aunque nos hacemos una idea de la situación emocional de algunos personajes, no es nada que no se podría haber conjeturado ya por nuestra cuenta. El único relato concreto es el desarrollo de momentos que vienen en la forma de la muerte de Bressler y los motivos potencialmente siniestros de Marina".

### Recepción del público
En Estados Unidos, Search and Recover fue visto por 3.21 millones de espectadores, de acuerdo con Nielsen Media Research.